# Silvia Prieto
Silvia Prieto es una comedia argentina estrenada en 1999 escrita y dirigida por Martín Rejtman. Este fue el segundo largometraje del director. La música estuvo a cargo de Vicentico y estuvo protagonizada por Rosario Bléfari, Valeria Bertuccelli, Vicentico, Marcelo Zanelli, Susana Pampín, Luis Mancini y Mirta Busnelli.
En una encuesta de 2022 de las 100 mejores películas del cine argentino, la película alcanzó el puesto 9.

## Sinopsis
Al cumplir 27 años, Silvia Prieto decide cambiar de vida, dejar la marihuana y buscarse un trabajo. Con el primer sueldo, Silvia se va a Mar del Plata y conoce a un turista italiano que la deja con una grave preocupación: existe otra Silvia Prieto.

## Reparto
- Rosario Bléfari - Silvia Prieto
- Valeria Bertuccelli - Brite
- Vicentico - Gabriel Rossi
- Marcelo Zanelli - Marcelo
- Susana Pampín - Martha
- Mirta Busnelli - Silvia Prieto
- Gabo Correa - Devi

## Exhibición
La película fue estrenada el 27 de mayo de 1999, el film fue presentado en los festivales de Sundance, Berlín, San Sebastián, San Francisco, Miami, Munich, Londres, Viena, Karlovy Vary, Thessaloniki, La Habana, Toulouse y Nantes, donde ganó los premios a mejor guion y a mejor actriz (Rosario Bléfari)

## Estilo
A diferencia de Rapado, Silvia Prieto tiene más diálogos, si bien lo que se dice no construye la psicología de los personajes. Además de la entonación de lo que se dice (o más bien, del sentido de la uniformidad de la entonación), en esta película importa la velocidad de los diálogos y su montaje “dentro de la escena”, como si se tratase de un plano secuencia sonoro. La obsesión del director con la entonación de las frases que componían los diálogos era tal que, durante las tomas, en lugar de observar los encuadres y las actuaciones, prefería escuchar los diálogos mediante auriculares y a varios metros de distancia.